# Hans Brattström (Schiff)
Die Hans Brattström ist ein norwegisches Forschungsschiff der Universität Bergen.

## Geschichte
Das Schiff wurde 1992 auf der Bootswerft Båtutrustning in Bømlo gebaut. Betrieben wird es vom Havforskningsinstituttet, das es auch einen Großteil des Jahres für Forschungsfahrten nutzt. Eingesetzt wird das Schiff überwiegend vor der Westküste Norwegens und in den Fjorden.
Das Schiff ist nach dem Biologen und Professor an der Universität Bergen, Hans Brattström, benannt.

## Technische Daten und Ausstattung
Das Schiff wird von zwei Dieselmotoren mit zusammen 740 kW Leistung angetrieben. Die Motoren wirken über ein Getriebe auf einen Propeller. Das Schiff ist mit einem Bugstrahlruder ausgerüstet.
Die Masten des Schiffs sind klappbar. So kann es auch auf Flüssen eingesetzt werden und dort feste Brücken unterqueren.
An Bord stehen zwei Labore zur Verfügung. Das Schiff ist unter anderem mit Echolot und Sonar ausgerüstet. Es ist für den Einsatz eines ROV ausgerüstet.
Für Besatzung und Wissenschaftler stehen zwei Einzel- und zwei Doppelkabinen zur Verfügung. Auf Tagesfahrten sind teilweise bis zu 20 Personen an Bord.